# أندريس غوتييريز
أندريس غوتييريز (بالإسبانية: Andrés Gutiérrez)‏ مواليد 15 مايو 1993 في ولاية كويريتارو، المكسيك، هو ملاكم محترف مكسيكي يصنف ضمن فئة وزن الريشة.

## إحصائيات
خاض خلال مسيرته 31 نزالا، فاز في 30 وتعادل في 1 ولم يخسر. فاز بالضربة القاضية في 22 نزالا.

## روابط خارجية
- أندريس غوتييريز على موقع بوكس ريك (الإنجليزية) (registration required)